# Chipsrecht
Het chipsrecht (ook wel bescherming oorspronkelijke topografieën van halfgeleiderproducten) is een sui generis uitsluitend recht, in de familie van intellectuele eigendomsrechten, tot het verveelvoudigen van de beschermde topografie, het vervaardigen van een halfgeleiderprodukt waarin het topografie is vervat, en een exemplaar van de topografie of het halfgeleiderprodukt waarin de topografie is vervat, te exploiteren.

## Europese Unie
Het chipsrecht is in de Europese Unie geharmoniseerd via de Richtlijn 87/54/EEG van de Raad van 16 december 1986 betreffende de rechtsbescherming van topografieën van halfgeleiderproducten.
Om van dit uitsluitend recht te kunnen genieten is een depot van de topografie vereist binnen twee jaar na de datum van het eerste gebruik. Het recht heeft een geldensduur van 10 jaar. Daarnaast moet de topografie voortkomen uit de eigen intellectuele inspanning van de maker en in de halfgeleiderindustrie niet algemeen bekend zijn.

### Juridische definitie topografie
Een topografie wordt binnen het Europese chipsrecht gedefinieerd als:
een reeks samenhangende beelden, op enigerlei wijze vastgelegd,
- die het driedimensionale patroon van de lagen weergeven waaruit het halfgeleiderprodukt is samengesteld, en
- waarin elk beeld het patroon of een gedeelte van het patroon van een oppervlak van het halfgeleiderprodukt in enig stadium van zijn vervaardiging voorstelt;

### Nederland
In Nederland is de Europese richtlijn omgezet in Wet bescherming oorspronkelijke topografieën van halfgeleiderprodukten. Het deponeren van een topografie gebeurt in Nederland via de Rijksdienst voor Ondernemend Nederland.

### België
In België is de Europese richtlijn omgezet in Titel 8 van Boek XI - (Wetboek van economisch recht).

## Andere jurisdicties
Chipsrecht bestaat niet alleen binnen de Europese Unie; ook in andere jurisdicties komen vormen van chipsrecht voor, bijvoorbeeld:
- In Australië heet de bescherming voor oorspronkelijke topografieën ook wel "eligible layouts" or ELs.
- Brazilië heeft een soortgelijk recht in wet nummer 11484, uit 2007.
- In Canada worden dit soort rechten beschreven in de Integrated Circuit Topography Act (1990, c. 37).[7]
- In India bestaat er soortgelijke bescherming via de Semiconductor Integrated Circuits Layout Design Act, 2000.[8]
- Japan maakt gebruik van "The Act Concerning the Circuit Layout of a Semiconductor Integrated Circuit".[9]